# Terri Stickles
Terri Stickles (n. 11 mai 1946, San Mateo, California, SUA) este o înotătoare ce a reprezentat Statele Unite ale Americii, medaliată olimpică. A participat la o ediție a Jocurilor Olimpice (1964) în care a câștigat două medalii de bronz.